# Campeonato Europeo de Remo de 2024
El XVIII Campeonato Europeo de Remo se celebró en Szeged (Hungría) entre el 25 y el 28 de abril de 2024 bajo la organización de la Federación Internacional de Sociedades de Remo (FISA) y la Federación Húngara de Remo.
Las competiciones se realizaron en el canal de remo y piragüismo Maty-ér, ubicado al sudoeste de la ciudad húngara.

## Resultados

### Masculino
| Evento                               | Oro | Plata | Bronce |
| ------------------------------------ | --- | --- | --- |
| Scull individual M1X (28.04)         | Oliver Zeidler · Alemania · 7:38,47 | Stéfanos Duskos · Grecia · 7:41,36 | Giedrius Bieliauskas · Lituania · 7:43,35 |
| Doble scull M2X (28.04)              | Andrei-Sebastian Cornea · Marian Enache · Rumania · 6:44,55                                                                                         | Aleix García Pujolar · Rodrigo Conde Romero · España · 6:51,07 | Jonas Gelsen · Marc Weber · Alemania · 6:51,49 |
| Cuatro scull M4X (27.04)             | Nicolò Carucci · Andrea Panizza · Luca Chiumento · Giacomo Gentili · Italia · 6:03,93                                                               | Dominic Condrau · Jan Jonah Plock · Scott Bärlocher · Maurin Lange · Suiza · 6:04,66                                                                                                 | Dominik Czaja · Mateusz Biskup · Mirosław Ziętarski · Fabian Barański · Polonia · 6:05,33                                                                                                   |
| Dos sin timonel M2- (28.04)          | Oliver Wynne-Griffith Thomas George Reino Unido 7:01,54                                                                                             | Roman Röösli · Andrin Gulich · Suiza · 7:06,50 | Florin Arteni-Fîntînariu · Florin Lehaci · Rumania · 7:03,88 |
| Cuatro sin timonel M4- (28.04)       | Oliver Wilkes David Ambler Matthew Aldridge Frederick Davidson Reino Unido 6:17,63                                                                  | Matteo Lodo · Giovanni Abagnale · Giuseppe Vicino · Nicholas Kohl · Italia · 6:20,27                                                                                                 | Thibaud Turlan Guillaume Turlan Benoît Brunet Téo Rayet Francia 6:22,86 |
| Ocho con timonel M8+ (27.04)         | Sholto Carnegie Rory Gibbs Morgan Bolding Jacob Dawson Charles Elwes Thomas Digby James Rudkin Thomas Ford Harry Brightmore (t) Reino Unido 5:52,90 | Benedict Eggeling · Laurits Follert · Olaf Roggensack · Mattes Schönherr · Max John · Torben Johannesen · Wolf-Niclas Schröder · Hannes Ocik · Jonas Wiesen (t) · Alemania · 5:55,23 | Mihăiță Țigănescu · Ciprian Tudosă · Constantin Adam · Mugurel Semciuc · Florin Arteni-Fîntînariu · Sergiu Bejan · Ștefan Berariu · Florin Lehaci · Adrian Munteanu (t) · Rumania · 5:56,11 |
| Scull individual ligero LM1X (28.04) | Niels Torre · Italia · 7:41,72 | Marlon Colpaert · Bélgica · 7:54,83 | Baptiste Savaete Francia 7:55,10 |
| Doble scull ligero LM2X (27.04)      | Jan Schäuble · Raphaël Ahumada · Suiza · 6:47,56 | Stefano Oppo · Gabriel Soares · Italia · 6:49,83 | Lars Benske · Ask Jarl Tjørn · Noruega · 6:50,06 |
| Dos sin timonel ligero LM2- (27.04)  | Konrad Hultsch · Paul Ruttmann · Austria · 7:11,59                                                                                                  | Bence Szabó · Kálmán Furkó · Hungría · 7:20,75 | Dmitrii Zincenco Nichita Naumciuc Moldavia 7:33,80 |

### Femenino
| Evento                               | Oro | Plata | Bronce |
| ------------------------------------ | --- | --- | --- |
| Scull individual W1X (28.04)         | Jovana Arsić Serbia 8:23,42 | Alexandra Föster · Alemania · 8:28,16 | Alice Prokešová · República Checa · 8:345,97 |
| Doble scull W2X (28.04)              | Thea Helseth · Inger Kavlie · Noruega · 7:39,42 | Donata Karalienė · Dovilė Rimkutė · Lituania · 7:41,50                                                                                                | Nicoleta-Ancuța Bodnar · Simona Radiș · Rumania · 7:43,66 |
| Cuatro scull W4X (27.04)             | Lauren Henry Hannah Scott Lola Anderson Georgina Brayshaw Reino Unido 6:41,19 | Nataliya Dovhodko · Kateryna Dudchenko · Daryna Verjohliad · Anastasiya Kozhenkova · Ucrania · 6:43,02                                                | Maren Völz · Lisa Gutfleisch · Leonie Menzel · Pia Greiten · Alemania · 6:46,63                                                                                                  |
| Dos sin timonel W2- (28.04)          | Ioana Vrînceanu · Roxana Anghel · Rumania · 7:52,05 | Evanyelía Anastasiadu · Jristina Burbu · Grecia · 8:00,87                                                                                             | Rebecca Edwards Chloe Brew Reino Unido 8:05,06 |
| Cuatro sin timonel W4- (27.04)       | Helen Glover Esme Booth Samantha Redgrave Rebecca Shorten Reino Unido 6:53,95 | Mădălina Bereș · Maria Lehaci · Maria-Magdalena Rusu · Amalia Bereș · Rumania · 6:55,47                                                               | Maartje Damen · Nika Vos · Ilse Kolkman · Willemijn Mulder · Países Bajos · 6:58,23                                                                                              |
| Ocho con timonel W8+ (28.04)         | Maria-Magdalena Rusu · Roxana Anghel · Adriana Adam · Maria Lehaci · Mădălina Bereș · Amalia Bereș · Ioana Vrînceanu · Simona Radiș · Victoria-Ştefania Petreanu (t) · Rumania · 6:32,00 | Heidi Long Rowan McKellar Holly Dunford Eve Stewart Lauren Irwin Emily Ford Harriet Taylor Annie Campbell-Orde Henry Fieldman (t) Reino Unido 6:35,16 | Giorgia Pelacchi · Linda De Filippis · Alice Gnatta · Aisha Rocek · Alice Codato · Silvia Terrazzi · Elisa Mondelli · Veronica Bumbaca · Emanuele Capponi (t) · Italia · 6:37,41 |
| Scull individual ligero LW1X (28.04) | Alena Furman · AIN · 8:32,17 | Margaret Cremen Irlanda 8:42,96 | Kristýna Neuhortová · República Checa · 8:49,89 |
| Doble scull ligero LW2X (27.04)      | Gianina van Groningen · Ionela-Livia Cozmiuc · Rumania · 7:29,63 | Dímitra Kontú · Zoí Fitsiu · Grecia · 7:31,94 | Valentina Rodini · Silvia Crosio · Italia · 7:33,73 |

## Medallero
| Núm. | País            | Oro | Plata | Bronce | Total |
| ---- | --------------- | --- | ----- | ------ | ----- |
| 1    | Reino Unido     | 5   | 1     | 1      | 7     |
| 2    | Rumania         | 4   | 1     | 3      | 8     |
| 3    | Italia          | 2   | 2     | 2      | 6     |
| 4    | Alemania        | 1   | 2     | 2      | 5     |
| 5    | Suiza           | 1   | 2     | 0      | 3     |
| 6    | Noruega         | 1   | 0     | 1      | 2     |
| 7    | Austria         | 1   | 0     | 0      | 2     |
| 7    | AIN             | 1   | 0     | 0      | 2     |
| 7    | Serbia          | 1   | 0     | 0      | 2     |
| 10   | Grecia          | 0   | 3     | 0      | 3     |
| 11   | Lituania        | 0   | 1     | 1      | 2     |
| 12   | Bélgica         | 0   | 1     | 0      | 1     |
| 12   | España          | 0   | 1     | 0      | 1     |
| 12   | Hungría         | 0   | 1     | 0      | 1     |
| 12   | Irlanda         | 0   | 1     | 0      | 1     |
| 12   | Ucrania         | 0   | 1     | 0      | 1     |
| 17   | Francia         | 0   | 0     | 2      | 2     |
| 17   | República Checa | 0   | 0     | 2      | 2     |
| 19   | Moldavia        | 0   | 0     | 1      | 1     |
| 19   | Países Bajos    | 0   | 0     | 1      | 1     |
| 19   | Polonia         | 0   | 0     | 1      | 1     |
|      | TOTAL           | 17  | 17    | 17     | 51    |